# Иља Дружињин
Иља Андрејевич Дружињин (рус. Илья Андреевич Дружинин; Волгоград, 23. април 1998) руски је пливач чија ужа специјалност су трке слободним стилом на дужим дистанцама. Био је део олимпијског тима Русије на ЛОИ 2016. у Рију. 

## Спортска каријера
Иља је пливање почео да тренира још као седмогодишњи дечак, а за место у пливачкој репрезентацији Русије први пут се изборио у јуну 2015. за наступ на првим Европским играма у Бакуу. У Бакуу је пливао у финалима на 800 и 1500 метара слободним стилом, а свега 0,7 секунди га је делило од медаље у трци на 1500 метара, коју је окончао на четвртом месту. 
Први велики резултатски успех у каријери постигао је у априлу 2016. на првенству Русије, освајањем другог места у трци на 1500 слободно, захваљујући коме је изборио и право наступа на предстојећим Олимпијским играма. На Играма у Рију, Иља је заузео 13. место у квалификацијама трке на 1500 слободно, а било је то уједно и његово прво појављивање на неком од великих међународних такмичења у конкуренцији сениора. 
На светским првенствима у великим базенима је дебитовао у Будимпешти 2017 (13. место на 1500 слободно и 18. на 800 слободно), а пливао је и на првенству у корејском Квангџуу 2019, где је заузео два 18. места у квалифкационим тркама на 800 и 1500 слободно.